# Восстановление казаческого устройства на Правобережной Украине (1685)

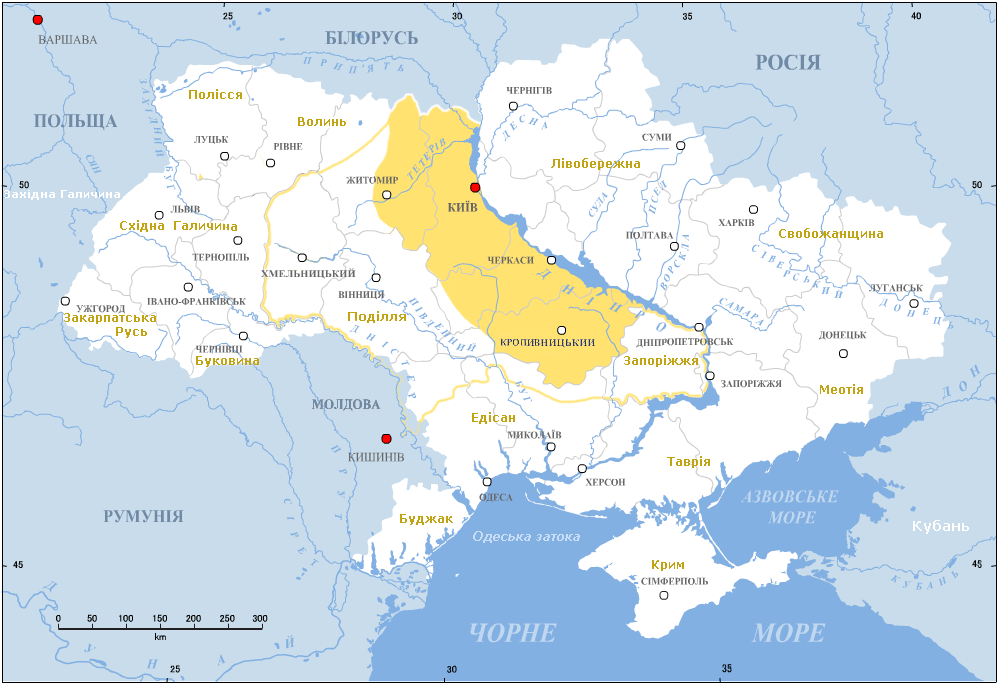
Правобережная Украина на карте современных государств

Восстановление казачества на Правобережной Украине — реформа, проведенная правительством Речи Посполитой в 1685 году, восстанавливающая казацкие полки на территории Правобережной Украины.

## Решение польских властей
В 1684 году король Ян III Собеский издал универсал, которым позволял казакам бывших правобережных полков селиться вокруг Чигирина, Канева, Корсуня, Черкасс, Умани, Кальника и Белой Церкви.
Это решение имело несколько последствий — оно обеспечило безопасность юго-восточных рубежей Речи Посполитой, отметило заслуги украинского казачества в противостоянии османской угрозе, а также имело целью хозяйственное освоение разоренного длительными войнами Правобережной Украины.
Очередной сейм, созванный в начале 1685, своим постановлением от 16 февраля подтвердил законность королевского универсала, определив следующее: «Всем казакам низовым и украинским, пожелавшим признать Могилу гетманом, и осевшим на Украине, возвращаются их древние вольности, свободы и привилегии, которые были подарены им нашими предшественниками…».

## Процесс восстановления
Восстановлению жизни на Правобережной Украине значительное внимание уделял Степан Куницкий, которого Собеский утвердил гетманом еще в 1683 году. За довольно короткое время его гетманства (1683—1684) были восстановлены города Корсунь, Богуслав, Мошны.
Гетману Андрею Могиле было разрешено набирать полковников не из шляхетского сословия, как было до сих пор, а среди казацкой старшины. Сразу после этого на Правобережье возродилось несколько казацких полков — Белоцерковский (Фастовский), Брацлавский, Винницкий (Кальницкий) и Корсунский.
Для гетманской резиденции Могила избрал город Немиров Винницкой области. Летом 1687 назначил наказным гетманом полковника М. Булыгу. Во время гетманства Могилы в 1686, 1687, 1689 годах по поручению польского правительства складывались казацкие компуты (списки, реестры).
Процесс заселения этих земель возглавили старые заслуженные казаки Семен Палий, Захар Искра, Самусь (Самуил Иванович) и Андрей Абазин. В отличие от своих предшественников, которые опирались преимущественно на военный, авантюристический элемент, они предпочитали оседлое, земледельческое населению. Декларируемые льготы привлекали сюда жителей Левобережья, переселенцев из других районов Правобережья, Галиции, выходцев из Белоруссии и Молдавии.
На территории, определенных польскими властями, было создано четыре территориальные казацкие полки. На территории полков власть принадлежала полковникам, сотникам и другим представителям администрации. На местах распространялись нормы обычного и казацкого права. В городах и селах создавались органы казачьего самоуправления. Возглавлял казачью администрацию наказной гетман, которого назначал король. В 1689—1693 годах наказным гетманом был Гришко, а его преемником стал Самусь.
Казаки новых полков (2 тыс. которых были записаны в реестр) принимали активное участие в войне с Турцией, за что получали немалые деньги от польских властей. Укрепление казачества привело к обострению конфликта с шляхтой, вспыхнувшего в 1688 году. Но пока шла война с Турцией, верховная власть Речи Посполитой закрывала на это глаза.